# Ніколас Вісшер молодший
Ніколас Вісшер молодший  (нід. (Nicolaes Visscher II 1649 — 1702 — нідерландський художник, гравер, картографі друкар. Мав власну друкарню в Амстердамі. ДрукарняВісшера стала відома в Голландії і в Європі під перекладом латиною прізвища його діда — Піскатор, під яким і увійшла в історію друкарства Європи.

## Біографія
Батько — Ніколас Вісшер старший; дідо Клаас Янсзон Вісшер. 1682 р. видавничий патент майстерні Піскоторів перейшов до нього. При ньому 90 % каталогу Піскаторів складала гравійована продукція. Видавав збірні атласи частин світу під назвою «Atlas Minor sive tonus…» та "Variae tabulae.geographica"e, в які включав карти, виконані у майстерні Вісшерів, а також карти Ф. де Віта, Х. Алларда, П. Шенка I (P. Schenk I), Я. Янсона. Після смерті Ніколаса Вісшера молодшого сімейним підприємством до 1726 р. керувала його вдова. Окремі карти вона видавала з видавничою приміткою «Mise au jour chez veuve de Nicolas Vischer». Пізніше майстерня перейшла до Петера Шенка II (Peter Schenk II), який публікував карти майстерні Вісшерів зі своєю видавничою приміткою «nunc apud Petrum Schenk-iunior».
.

## Карти України
1681 р. Ніколас Вісшер молодший видав карту «MOSCOVIAE seu RUSSIAE MAGNAE Generalis Tabula…» («Карта Московії або Великої Русі…». На карті позначено українські історичні землі RUSSIA (Західна Україна), PODOLIA (Поділля) та ін. На сході України є напис OKRAINA.